# Кабальеро, Эрнесто
Эрнесто Эсекиэль Кабальеро Бенитес (исп. Hernesto Ezequiel Caballero Benítez; род. 9 апреля 1991, Сан-Хуан-Баутиста) — парагвайский футболист, защитник клуба «Либертад» и сборной Парагвая.

## Клубная карьера
Кабальеро — воспитанник клуба «Фернандо де ла Мора». В 2010 году он дебютировал за основной состав. В 2016 году Кабальеро перешёл на правах аренды в «Хенераль Кабальеро». 22 января в матче против «Депортиво Капиата» он дебютировал в парагвайской Примере. 11 марта в поединке против «Либертада» Эрнесто забил свой первый гол за «Хенераль Кабальеро». В 2017 году Кабальеро перешёл в «Олимпию» и сразу же был отдан в аренду в «Хенераль Диас». 18 февраля в матче против «Гуарани» он дебютировал за новый клуб. 10 марта в поединке против «Рубио Нью» Эрнесто забил свой первый гол за «Хенераль Диас». По окончании аренды Кабальеро вернулся в «Олимпию». 22 июля в матче против «Соль де Америка» он дебютировал за основной состав. В 2018 году игрок помог клубу выиграть чемпионат. 31 августа 2019 года в поединке против «Депортиво Капиата» Эрнесто забил свой первый гол за «Олимпию».
Летом 2021 года Кабальеро перешёл в столичный «Ривер Плейт». 18 июля в матче против «Олимпии» он дебютировал за новый клуб. В этом же поединке Эрнесто забил свой первый гол за «Ривер Плейт».
Летом 2022 года Кабальеро перешёл в «Либертад». 13 февраля в матче против «Хенераль Кабальеро» он дебютировал за новую команду. 7 октября 2023 года в поединке против «Гвайреньи» Эрнесто забил свой первый гол за «Либертад». В составе клуба игрок четыре раза выиграл чемпионат.

## Международная карьера
17 ноября 2023 года в отборочном матче чемпионата мира 2026 года против сборной Чили Кабальеро дебютировал за сборную Парагвая. В 2024 году Эрнесто принял участие в Кубке Америки в США. На турнире он сыграл в матчах против сборных Колумбии, Бразилии и Коста-Рики.

## Достижения
Командные
 «Олимпия»
- Победитель парагвайской Примеры (4) — Апертура 2018, Клаусура 2018, Апертура 2019, Клаусура 2019

 «Либертад»
- Победитель парагвайской Примеры (4) — Апертура 2022, Апертура 2023, Клаусура 2023, Апертура 2024
- Обладатель Кубка Парагвая (1) — 2023
- Обладатель Суперкубка Парагвая (1) — 2023